# 張岳衡
張岳衡（1942年9月10日—），是第二十三任中華民國陸軍軍官學校校长，籍貫辽宁辽阳，為該校第34期畢業。
| 前任： 丁渝洲 | 中華民國陸軍軍官學校校長 1998年1月－2002年2月 | 繼任： 楊國強 |